# Söğüt

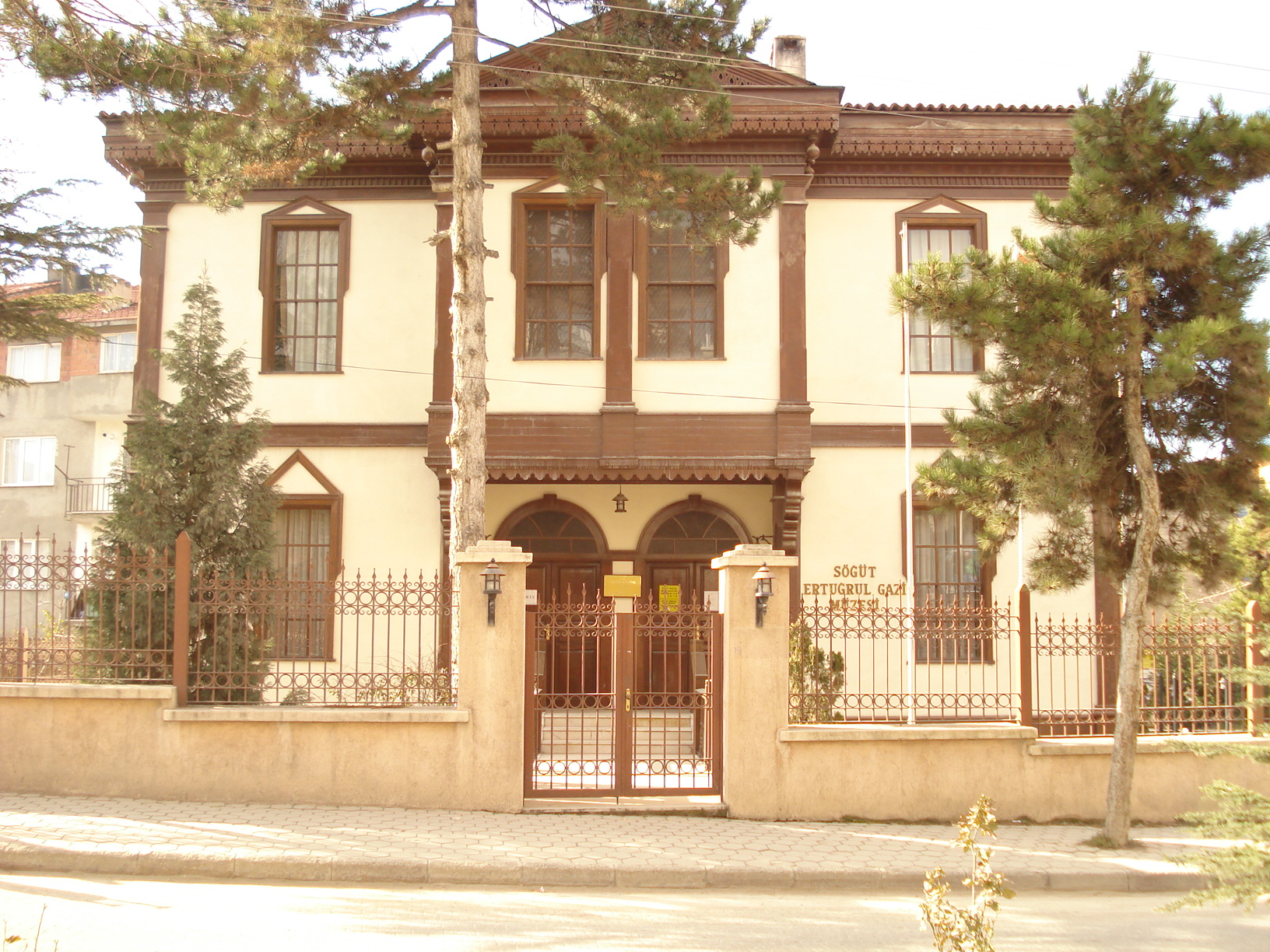
Museu d'Ertuğrul Gazi a Söğüt.

Söğüt (grec: Θηβάσιο, Thivàssio) és un poble i un districte de la província de Bilecik a la Regió de la Màrmara (Turquia). El districte de Söğüt limita a l'oest amb Bilecik, al nord amb Gölpazarı, al nord-est amb İnhisar, al sud amb Eskişehir, i al sud-oest amb Bozüyük. Al cens de l'any 2000, la població ascendia a 21.012 ciutadans, i segons el del 2005, d'aproximadament 22.000 ciutadans. En el districte de Söğüt hi ha 23 viles. La vila de Söğüt està a 31 km de Bilecik i a 52 km d'Eskişehir. Està al sud del riu Sangari.

## Història
Després del 1453 va quedar en la ruta de pelegrinatge a la Meca però no fou mai una gran ciutat. Al segle xvii fou visitada per Evliya Çelebi que diu que tenia 700 llars o sigui uns 3.500 habitants. Una xifra similar l'habitava a l'inici del segle xix i al final del segle era més o menys de cinc mil habitants. Al final de la I Guerra Mundial fou ocupada pels grecs (agost de 1921) fins al setembre de 1922. La seva població el 1965 era de 3.004 habitants.